# Siphonius phillreae
Siphonius phillreae är en insektsart som först beskrevs av Alexander Henry Haliday.  Siphonius phillreae ingår i släktet Siphonius och familjen mjöllöss. Inga underarter finns listade i Catalogue of Life.